# برناديت ماير
برناديت ماير (بالإنجليزية: Bernadette Mayer)‏ هي كاتِبة وشاعرة أمريكية، ولدت في 12 مايو 1945 في بروكلين في الولايات المتحدة.

## وصلات خارجية
- برناديت ماير على موقع ميوزك برينز (الإنجليزية)
- برناديت ماير على موقع ديسكوغز (الإنجليزية)